# ماریلا مونترو
ماریلا مونترو (انگلیسی: Mariela Montero؛ زادهٔ ۲۷ سپتامبر ۱۹۸۰) بازیگر، خواننده و مدل اهل آرژانتین است. وی از سال ۲۰۰۷ میلادی تاکنون مشغول فعالیت بوده است.